# Лынна
Лынна (Лынная, Лында) — река в России, протекает в Волховском районе Ленинградской области. Левый приток реки Сяси. Длина реки — 62 км, площадь водосборного бассейна — 627 км².

## География
Лынна начинается на западном краю болота Зеленецкие Мхи. Течёт на северо-запад, принимает правый приток Писсенку, ниже на левом берегу остаётся деревня Верховина. Затем поворачивает на север. На левом берегу деревня Теребонижье на правом — Славково. Пересекает железнодорожную линию Волховстрой — Тихвин около станции Куколь. За станцией на правом берегу деревня Раменье, ниже Лынна последовательно принимает правые притоки Елошня и Полона, а также левый приток Ширица. В устье Полоны на правом берегу расположена деревня Дяглево, ниже неё — Ежева. Лынна впадает в Сясь слева в деревне Хамонтово, напротив села Колчаново, в 21 км от устья Сяси.

## Данные водного реестра
По данным государственного водного реестра России относится к Балтийскому бассейновому округу, водохозяйственный участок реки — Сясь, речной подбассейн реки — Нева и реки бассейна Ладожского озера (без подбассейна Свирь и Волхов, российская часть бассейнов). Относится к речному бассейну реки Нева (включая бассейны рек Онежского и Ладожского озера).
Код объекта в государственном водном реестре — 01040300112102000018433.